# 李擢英
李擢英（?—?），河南商水人，清朝政治人物、進士出身。
同治十二年，鄉試中舉；光緒三年（1877年），登進士，在刑部直隸司行走。光緒六年，兼任刑部秋審處行走。光緒十六年，秋審處坐辦。次年，任陝西司主事。光緒十七年，任雲南司員外郎。光緒十八年，任直隸司郎中。光緒二十八年，升任太常寺少卿。宣統元年，任大理寺少卿。